# Adam A500
Bei dem Flugzeug Adam A500 handelt es sich um ein zweimotoriges Geschäftsreiseflugzeug in Tiefdeckerauslegung des ehemaligen US-amerikanischen Herstellers Adam Aircraft Industries. Die Produktion sollte zwischenzeitlich wieder aufgenommen werden, wurde 2013 jedoch wieder abgebrochen.

## Geschichte
Das Flugzeug basiert auf der Adam M-309, die von Scaled Composites gefertigt wurde. Der Erstflug des Prototyps erfolgte am 11. Juli 2002. Der zweite Prototyp flog am 28. Februar 2003 erstmals. Am 11. Mai 2005 erhielt das Muster die Zulassung durch die FAA. Es liegen (6/2005) 65 Bestellungen vor. Am 31. Dezember 2005 konnte die erste Kundenmaschine (Seriennummer: 0006) ausgeliefert werden.
Nach der Insolvenz des Unternehmens im Februar 2008 wurden die Einrichtungen zuerst von der russischen „AAI Acquisitions“ und nach deren Insolvenz dann 2009 von „Triton Aerospace“ übernommen. Die Produktion der A500 soll demnach in veränderter Form als Turbopropmaschine wieder aufgenommen werden.
Im April 2011 gab Triton Aerospace bekannt, dass sie die Vermögenswerte von Adam Aircraft einschließlich des Typzertifikats erworben haben und beabsichtigen, die A500 wieder in Produktion zu nehmen.
Kurz darauf kündigte Triton Aerospace an, das Flugzeug neu gestalten zu wollen, um 1.000 Pfund (454 kg) Leergewicht zu verlieren und es neu zertifizieren zu lassen. Das Flugzeug wird des Weiteren mit zweimotorigen und ausschließlich hintermotorigen Versionen auf Turboprop umgestellt. Ein neuer Prototyp wurde 2013 erwartet, wobei eine erneute Zertifizierung folgen muss. Hsueh wies darauf hin, dass die Produktion vorerst ausschließlich für die USA geplant ist, die Kosten die Verlegung des Fließbands nach China oder Mexiko aber erfordern können.
2013 wurde die Triton-Website entfernt und die URL verkauft. Es ist wahrscheinlich, dass das Unternehmen das Geschäft verlassen hat.

## Konstruktion
Die beiden Motoren sind vor und hinter der Rumpfgondel montiert. Die doppelten Leitwerksträger werden durch das Höhenleitwerk verbunden. Die Maschine hat eine Druckkabine und ein einziehbares Fahrwerk und wird zu großen Teilen aus kohlenstofffaserverstärktem Kunststoff hergestellt.

## Technische Daten
- Länge: 11,19 m
- Flügelspannweite: 13,41 m
- Höhe: 2,90 m
- Kabineninnenlänge: 4,15 m
- Kabineninnenbreite: 1,37 m
- Kabineninnenhöhe: 1,31 m
- Kabineninnendruck: entspricht 2400 m bei 7600 m
- Antrieb: 2 Teledyne Continental Motors TSIO-550 E, 6-Zylinder-Boxer, Bi-Turbo mit je 255 kW (347 PS)
- Propeller: Dreiblatt Hartzell
- Höchstgeschwindigkeit: 466 km/h
- Reisegeschwindigkeit: 427 km/h
- Wirtschaftlichste Geschwindigkeit: 370 km/h
- Minimal Geschwindigkeit 130 km/h
- Steigrate in Meereshöhe: 9,1 m/s
- Maximale Reichweite: 2920 km
- Dienstgipfelhöhe: 7620 m
- Leergewicht: 2860 kg
- Nutzlast: 950 kg
- Treibstoffzuladung: 610 kg
- Piloten: 2
- Passagiere: 4

## Trivia
Die Adam A500 wird im Spielfilm Miami Vice gezeigt.